# Vérène de Zurzach
Vérène de Zurzach ou sainte Vérène (en latin : Verena) est une sainte et martyre de la fin du IIIe et du début du IVe siècle, dont l'histoire est rattachée à celle de la légion thébaine.

## Tradition
Selon la tradition, sainte Vérène est originaire de la Thébaïde, en Haute-Égypte. Issue d'une famille aristocratique, elle est baptisée par saint Chérémon. Elle accompagne ensuite la Légion thébaine menée par saint Maurice et où figure son cousin, saint Victor. Quand celui-ci et ses compagnons sont martyrisés à Agaune (aujourd'hui Saint-Maurice en Valais), elle se retire à Soleure où elle mène une vie de recluse. La renommée de sa foi et ses miracles lui attirent le courroux du gouverneur local, qui la fait jeter en prison. Là, saint Maurice lui apparaît et l'encourage à poursuivre sur sa voie. Libérée, elle s'installe à Zurzach, dans l'actuel canton d'Argovie, où elle meurt.

## Culte
Le culte de sainte Vérène se répand rapidement : sur sa tombe  est édifiée une chapelle, puis un monastère. De nos jours, il est répandu en Suisse ainsi qu'en Allemagne du Sud et en Autriche — la cathédrale Saint-Étienne de Vienne abrite ainsi de ses reliques. Une chapelle lui est également consacrée à Enchenberg, en Lorraine.
Sainte Vérène est la copatronne du diocèse de Bâle. Liturgiquement, sa fête est célébrée le 1er septembre.

## Représentation
Sainte Vérène est représentée avec une cruche et un peigne, symbole de ses activités charitables auprès des pauvres et des malades, qu'elle lavait et épouillait.
Elle porte la tenue des servantes, avec souvent une ceinture bleue, symbole de la virginité consacrée.

## Sainte Vérène et lescoptes
En 1986 une partie des reliques de sainte Vérène a été offerte par l'évêque du canton de Zurich à une délégation copte pour y être transférée en Égypte. Et, en 1989, une association nommée la Famille de sainte Vérène, qui dépend du patriarcat copte orthodoxe, a été fondée, dans le but de venir en aide aux personnes les plus défavorisées des quartiers populaires des grandes villes d'Égypte.
Le 22 février 1994, Chenouda III d'Alexandrie consacra l'église d'Abba Rueiss située au Caire à saint Maurice et à sainte Vérène.

## Dans la culture populaire
- Les armoiries de la commune de Stäfa (canton de Zurich) représentent sainte Vérène[2].

## Sanctuaires de sainte Vérène

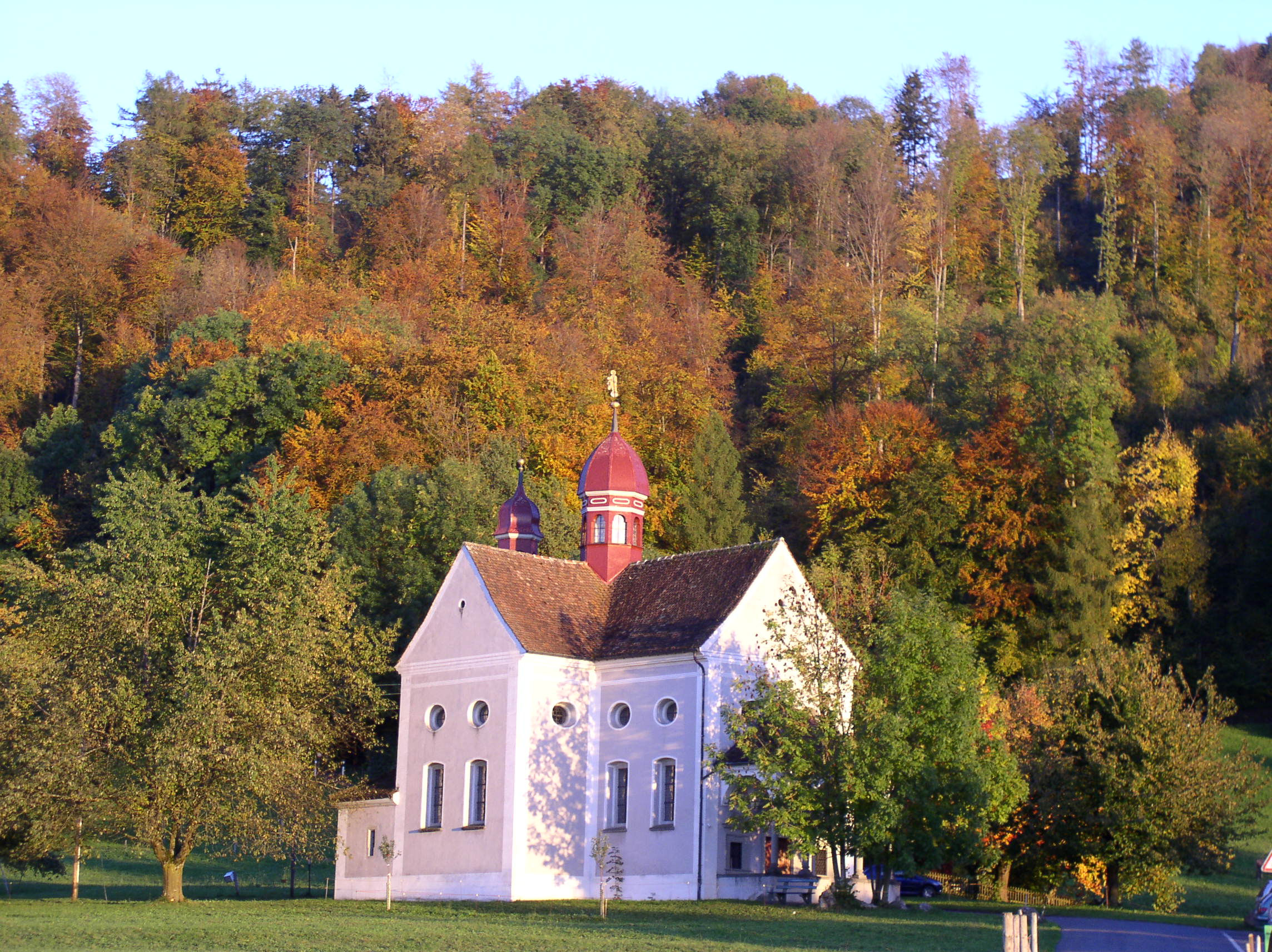
Chapelle de Zoug.
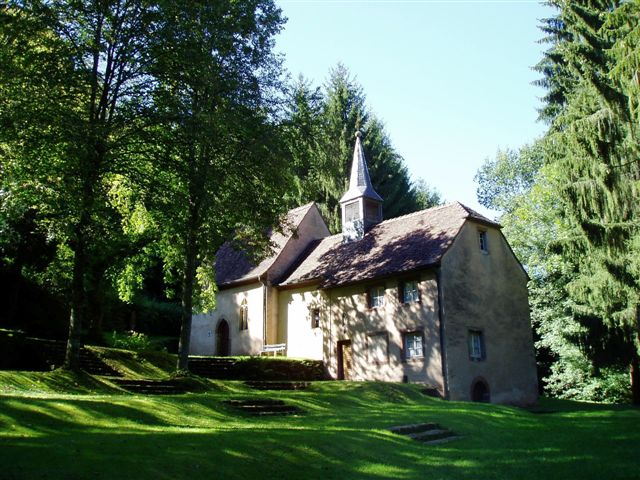
Chapelle Sainte-Vérène d'Enchenberg.
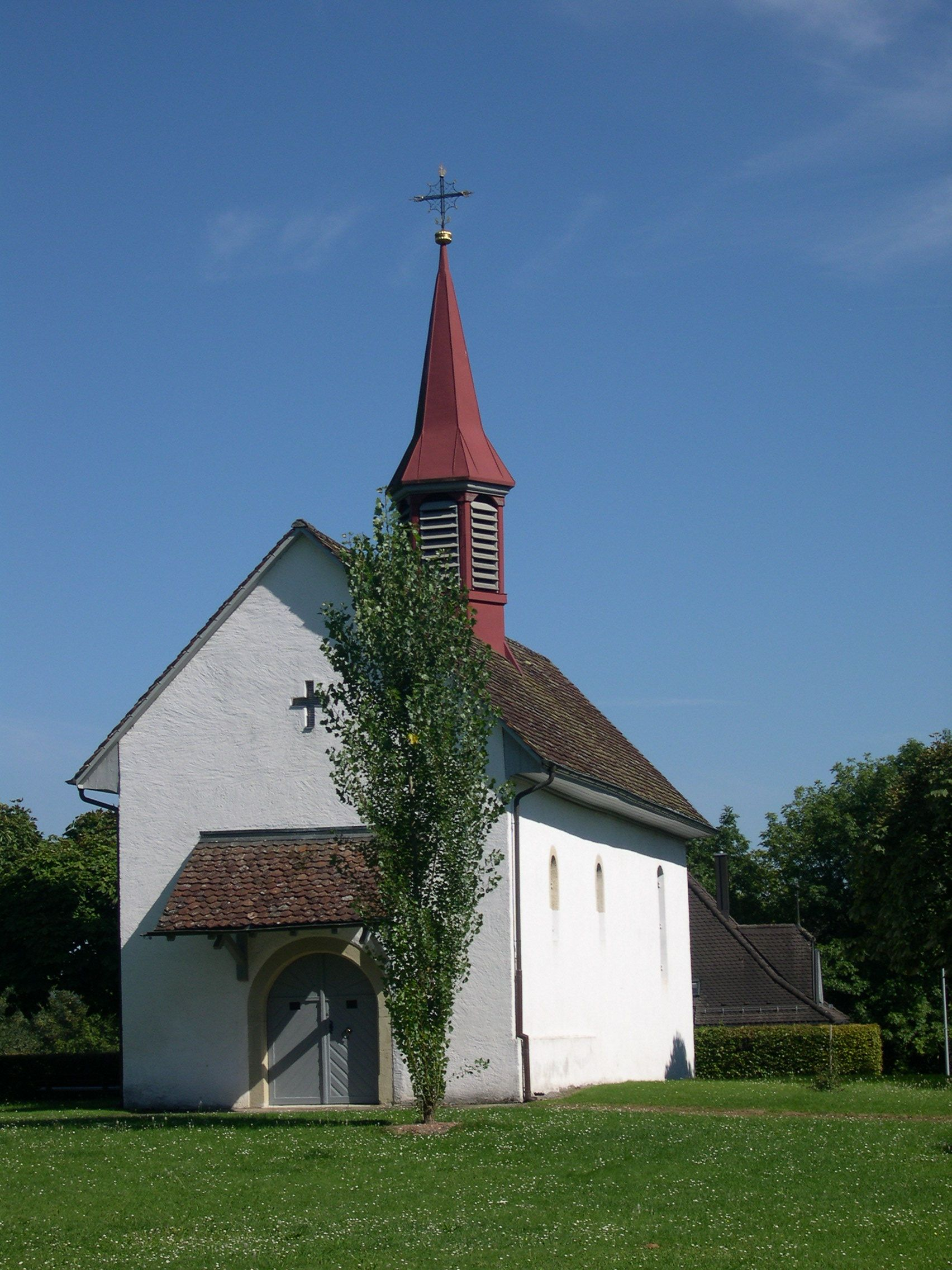
Chapelle de Zurzach.